# Antiga Casa de Govern de Parramatta
L'Antiga Casa de Govern de Parramatta és l'antiga residència dels 10 primers governadors de Nova Gal·les del Sud, que es troba al Parc de Parramatta a Parramatta, Nova Gal·les del Sud, ara un suburbi de Sydney. Es considera una propietat d'importància nacional i internacional, un recurs arqueològic. També serveix per demostrar com l'Imperi Britànic es va expandir i com la societat australiana ha evolucionat des de 1788. Està inscrit a la llista del Patrimoni de la Humanitat de la UNESCO des del, amb el nom de Colònies penitenciàries australianes.